# Showtime (Margherita Vicario)
Showtime è il secondo EP della cantautrice italiana Margherita Vicario, pubblicato il 19 gennaio 2024 dall' Island Records e l'Universal Music Group.
L'EP vede la partecipazione del produttore Davide "Dade" Pavanello.

## Antefatti
Nel 2023 Margherita Vicario conduce il podcast "Showtime" il programma vede la partecipazione di vari ospiti ed ad ogni puntata viene accompagnata una canzone.

## Tour
Per promuovere il progetto l'artista ha deciso di avviare un mini-tour di accompagnamento intitolato appunto Showtime Tour.

## Tracce
Testi di Margherita Vicario, musiche di Davide Pavanello, eccetto dove indicato.
1. Ave Maria – 3:22 (testo: Margherita Vicario, Alberto Bianco, Jacopo Èttorre)
2. Canzoncina – 2:56
3. Magia – 3:08 (testo: Margherita Vicario, Andrea Bonomo – musica: Davide Pavanello, Edwyn Roberts)
4. Dove te ne vai – 3:23